# Cedegolo
Cedegolo é uma comuna italiana da região da Lombardia, província de Bréscia, com cerca de 1.263 habitantes. Estende-se por uma área de 11 km², tendo uma densidade populacional de 115 hab/km². Faz fronteira com Berzo Demo, Capo di Ponte, Cevo, Cimbergo, Paspardo, Sellero.

## Demografia
| Variação demográfica do município entre 1861 e 2011                               |
|                                                                                   |
| Fonte: Istituto Nazionale di Statistica (ISTAT) - Elaboração gráfica da Wikipedia |